# Радунська Вікторія Олександрівна
Вікторія Олександрівна Радунська (нар.. 18 липня 1937) — радянська і російська актриса театру і кіно. заслужена артистка Росії (2018).

## Біографія
Народилася 18 липня 1937 року в Москві. Батьки Олександр Іванович Радунський і Зінаїда Михайлівна Вяземська були артистами Великого театру. У 1955 році Вікторія Радунська закінчила хореографічне училище при Великому театрі. В 1956 році стала артисткою балету Великого театру, але танцювала в ньому лише один сезон. У 1957 році за пропозицією Ролана Бикова перейшла в Московський ТЮГ. У 1962—1964 роках була провідною актрисою театру пантоміми «Ектемім».
Після закриття театру пантоміми в 1964 році увійшла в штат Театру-студії кіноактора, де в основному займалася озвучуванням. У 1966 році була прийнята в трупу театру на Таганці. У 1993 році після розділу театру залишилася в «Співдружність акторів Таганки» під керівництвом Миколи Губенко.
Дебютувала у кіно в 1956 році в головній ролі у фільмі «Моя дочка», де зіграла юну артистку балету Світлану. Активно знімалася до середини 1960-х років. Після переходу в театр на Таганці кінематограф відійшов на другий план. У 2000-і знялася в декількох телесеріалах.

### Родина
- Дід — артист цирку Іван Семенович Радунський (клоун Бім) (1872—1955).
- Батько — соліст балету Великого театру Олександр Іванович Радунський (1912—1982), заслужений діяч мистецтв Російської РФСР.
- Мати — артистка Великого театру Зінаїда Михайлівна Вяземська.
- Чоловік — актор Валентин Григорович Грачов (1940—1995). Шлюб тривав з 1963 року до початку 1980-х років.
- Донька — Юлія (нар. 1968), редактор телеканалу «Ностальгія».
  - Троє онуків (молодша внучка — Олександра).

## Творчість

### Роботи в театрі

#### Московський ТЮГ
- «Капітанська дочка» — Маша
- «Трьох мушкетерів» — служниця Міледі
- «Зайка-зазнайка» — Зайчиха

#### Театр на Таганці
- «Добра людина із Сезуана» (реж. Ю. Любимов) — невістка, племінниця
- «Життя Галілея» (Б. Брехт, реж. Ю. Любимов) — Великий герцог Флоренції
- «Тартюф» (Ж. Б. Мольєр, реж. Ю. Любимов) — Форина
- «Дерев'яні коні» (Ф. Абрамов, реж. Ю. Любимов) — Онисія
- «Будинок на набережній» (Ю. Трифонов, реж. Ю. Любимов) — баба Ніка
- «А зорі тут тихі…» (Б. Васильєв, реж. Ю. Любимов) — Кір'янова
- «Гамлет» (У. Шекспір, реж. Ю. Любимов) — актриса
- «Злочин і покарання» (Ф. Достоєвський, реж. Ю. Любимов) — Амалія Іванівна

#### Співдружність акторів Таганки
- «Вороги» — Поліна Дмитрівна
- «Чайка» — Поліна Андріївна
- «Міс та мафія» — Пантеліївна
- «Картини московського життя, або Одруження Бальзамінова» — Павла Петрівна Бальзамінова

### Фільмографія

#### Актриса
1. 1956 — Моя дочка — Світлана
2. 1958 — Важке щастя — дівчина, наречена Агафона
3. 1959 — Вітер — наречена
4. 1959 — В єдиному строю («Вітер зі Сходу»; СРСР, Китай) — Галя
5. 1960 — Мертві душі — губернаторська дочка
6. 1965 — Альошкіне полювання — мама Вовки
7. 1966 — Айболит-66 — комік, розбійник
8. 1966 — Бережись автомобіля — криміналіст Таня
9. 1966 — Прощавай — епізод
10. 1970 — Срібні труби — співробітниця редакції
11. 1988 — У війни не жіноче обличчя
12. 2003 — Повернення Мухтара (14-я серія «Приватні сищики») — Максимова
13. 2004—2013 — Кулагін та партнери
14. 2007 — Хто в домі господар? (135-я серія «Зануда») — Ганна

#### Озвучення
1. 1964 — Жандарм із Сен-Тропе (фр. Le Gendarme de St. Tropez; Італія, Франція) — багатоголосий закадровий переклад 1990-х років
2. 1969 — В одному південному місті (Азербайджанфільм) — Рена (роль Нателли Адигезалової)
3. 1974 — Вбивство в «Східному експресі» (англ.  Murder on the Orient Express; Велика Британія) — Гаррієт Беллинда Хаббард (роль Лорен Беколл)
4. 1984 — Дівчина з обкладинки (англ.  Covergirl; Канада)
5. 1986 — Детективи Агати Крісті: Загадка мерця (США)
6. 1987 — Іствікські відьми (англ.  The Witches of Eastwick; США)
7. 1989 — Китаєць (фр. Le Chinois; Іспанія, Франція)
8. 1992 — Остаточний аналіз (англ.  Final Analysis; США)
9. 1994 — Бродяга (англ.  Maverick; США)
10. 1998 — Смертельна зброя 4 (англ.  Lethal Weapon 4; США)
11. 2000 — Шоколад (англ.  Chocolat; Велика Британія, США) — Арманда Вуазен (роль Джуді Денч)
12. 2009 -  День народження Аліси (Росія, анімаційний) -  старенька у вікні
13. 2013 — Ку! Кін-дза-дза (Росія, анімаційний) — старенька в планетарії